# Dryade à huit pétales
Dryas octopetala
Pour les articles homonymes, voir Dryade.
Espèce
Classification APG II (2003)
La dryade à huit pétales (Dryas octopetala) est une espèce de plantes à fleurs dicotylédones de la famille des Rosaceae. Vivace, à racine pivotante, hermaphrodite, c'est un sous-arbrisseau nain et rampant se propageant facilement sur les substrats caillouteux de montagne ou plaine.
Appelée aussi :  Dryade octopétale, Thé des Alpes, Chênette, Thé suisse.
Dans la mythologie grecque, les dryades sont les nymphes des chênes en particulier, et des arbres en général. D'où l'une de ses appellations de « chênette ».

## Description
Les feuilles, pétiolées, oblongues, dentelées en créneaux et légèrement coriaces sont d'un beau vert brillant sur leur face supérieure et argentées et cotonneuses sur la face inférieure. Elles sont alternes et sinuées à la façon de celles du chêne, d'où son nom Dryas en latin scientifique (du grec drus « chêne ») et son nom français de dryade (ou chênette).
Les fleurs longuement pédiculées peuvent atteindre 3 cm de diamètre. Elles sont blanches avec de nombreuses étamines. La corolle comporte huit pétales, d'où son nom vernaculaire francophone.

Floraison : de juin à août.

## Habitat et répartition
Débris rocheux et pâturages pierreux des montagnes de l'Alaska, l'Islande, les Pyrénées, Alpes, Jura, Apennins et Europe centrale, toundra du Svalbard. Entre 1100 et 2 500 m d'altitude. En plein soleil, sur terrain calcaire.
Pelouses basophiles arctico-alpines climaciques.
Dans les pentes abruptes, elle consolide les éboulis. 
La fleur est l'emblème végétal de l'Islande et des Territoires du Nord-Ouest depuis 1957.

## Usage
Elle sert à confectionner une tisane d'où ses noms de thé des Alpes ou thé suisse.

## Caractéristiques
Organes reproducteurs
- Type d'inflorescence : fleur solitaire latérale
- Répartition des sexes :  gynodioïque
- Type de pollinisation :  entomogame, autogame
- Période de floraison :  7-8

Graine
- Type de fruit :  akène
- Mode de dissémination :  anémochore

Habitat et répartition
- Habitat type : pelouses basophiles arctico-alpines climaciques
- Aire de répartition : arctico-alpin

Données d'après : Julve, Ph., 1998 ff. - Baseflor. Index botanique, écologique et chorologique de la flore de France. Version : 23 avril 2004. 

## Bioindicateur de réchauffements passés
Cette fleur a donné son nom aux trois oscillations froides du Tardiglaciaire, ultime subdivision paléoclimatique de la dernière glaciation, car son pollen est abondant dans les sédiments de ces époques :
- le Dryas ancien (Oldest Dryas)
- le Dryas moyen (Older Dryas)
- le Dryas récent (Younger Dryas), marqué par un brutal refroidissement, non encore expliqué avec certitude.

Les analyses de pollens dans les tourbières anciennes ont montré que la dryade à huit pétales était l'une des premières plantes à fleur à recoloniser les éboulis et substrats libérés par les glaciers après la dernière glaciation.